# Orient Heights (MBTA-Station)
Orient Heights ist eine U-Bahn-Station der Massachusetts Bay Transportation Authority (MBTA) im Bostoner Stadtteil East Boston im Bundesstaat Massachusetts der Vereinigten Staaten. Sie bietet Zugang zur Linie Blue Line.

## Geschichte
Die Boston, Revere Beach and Lynn Railroad unterhielt bereits ab 1875 an ihrer Strecke eine Station Orient Heights, jedoch wurde der Betrieb 1940 eingestellt, und die Metropolitan Transit Authority übernahm als Rechtsvorgängerin der MBTA die Gleisanlagen und zugehörigen Bauwerke.
Die aktuelle Station wurde am 5. Januar 1952 gemeinsam mit den Stationen Wood Island und Airport im Zuge der nördlichen Erweiterung des East Boston Tunnel eröffnet. Bis zur Eröffnung der nachfolgenden Station Suffolk Downs am 21. April 1952 war Orient Heights Endbahnhof der Blue Line.
Aufgrund des zunehmend stärker werdenden Verfalls der Bausubstanz wurde 2012 ein umfassendes Sanierungsprojekt mit einem Budget von 51 Mio. US-Dollar für das Bauwerk begonnen, dessen Laufzeit auf zwei Jahre angelegt war und einen vollständigen Neubau vorsah.

## Bahnanlagen

### Gleis-, Signal- und Sicherungsanlagen
Der U-Bahnhof verfügt über insgesamt zwei Gleise, die über zwei Seitenbahnsteige zugänglich sind.

### Gebäude
Der U-Bahnhof befindet sich an der Adresse 1000 Bennington Street und ist vollständig barrierefrei zugänglich.

## Umfeld
An der Station besteht eine Anbindung an drei Buslinien der MBTA. Darüber hinaus stehen 434 kostenpflichtige Parkplätze zur Verfügung. In der unmittelbaren Nachbarschaft befinden sich der namensgebende Bezirk Orient Heights sowie mit dem Orient Heights Yard das Hauptdepot der Blue Line. Dort angestellte Mitarbeiter können direkt in der Station über entsprechende Zugangskontrollen das Werksgelände betreten.